# En busca del dragón dorado
(Il vecchio Chang)

En busca del dragón dorado è un film spagnolo del 1983 diretto da Jesús Franco sotto lo pseudonimo di James P. Johnson.

## Produzione
Il film è stato girato all'Aqualand Safari di Tarragona e in altre località del Levante spagnolo.
Il regista si è ispirato, come dichiarato nei titoli di testa, a Lo scarabeo d'oro di Edgar Allan Poe, del quale aveva già provato a realizzare un adattamento cinematografico quattro anni prima ma senza mai completarlo.
Franco fu affiancato da Pedro Temboury, all'epoca bambino, che successivamente divenne allievo del regista e lo divenne a sua volta.

## Accoglienza
A causa della presenza di alcune scene di combattimento particolarmente violente, in Spagna il film fu vietato ai minori di 13 anni. La pellicola fu vista da 29 159 spettatori in totale.